# Rijksstad Frankfort
De rijksstad Frankfort was een vrije rijksstad binnen het Heilige Roomse Rijk. Na het verdrag van Wenen in 1815 bestond Frankfurt am Main verder als soevereine staat onder de naam vrije stad Frankfort.
Frankfort had vanaf 1220 een eigen bestuur en werd in 1372 een vrije rijksstad binnen het Heilige Roomse Rijk. In de 14e eeuw werd Frankfort de stad waar de keizer werd gekozen, en in de 16e eeuw werd het ook de stad waar de Duitse keizers werden gekroond.
In de Reichsdeputationshauptschluss van 25 februari 1803 werd aan de zelfstandigheid van vrijwel alle rijkssteden een eind gemaakt. In paragraaf 27 werd echter geregeld dat Frankfort een van de zes steden was die zijn status behield. Verder kreeg de stad een schadeloosstelling voor het verlies van zijn aandeel in de rijksdorpen Soden en Sulzbach. Deze schadeloosstelling bestond uit alle geestelijke goederen en inkomsten binnen zijn gebied. Verder wordt de stad vrijgemaakt van de handelsbeperkingen die andere Duitse Staten tot dan toe konden opleggen.

## Tijdelijke onderbreking van de onafhankelijkheid
De Rijnbondsakte van 1806 maakte een eind aan de zelfstandigheid: de stad en het gebied werden toegekend aan de vorst-primaat.
Op 16 september 1810 sloot de vorst-primaat een verdrag met Frankrijk, waarin geregeld werd dat een deel van zijn landen opging in een nieuw groothertogdom Frankfurt, waarvan het de hoofdstad was.
Op 14 december 1814 werd de stad losgemaakt van het groothertogdom, maar bleef nog wel onder de gouverneur-generaal.

## Vrije stad Frankfort
In de Wener slotakte van 9 juni 1815 werd ten slotte vastgelegd dat Frankfurt een vrije stad werd. (Zie verder onder: vrije stad Frankfort).